# ماريو جينتا
ماريو جينتا (بالإيطالية: Mario Genta)‏ (مواليد 1 مارس 1912) هو لاعب كرة قدم. يلعب مع منتخب إيطاليا لكرة القدم. سبق له أن لعب في كأس العالم لكرة القدم مع منتخب بلاده.

## روابط خارجية
- ماريو جينتا على موقع قاعدة بيانات كرة القدم.إي يو (الإنجليزية)
- ماريو جينتا على موقع ناشيونال فوتبول تيمز (الإنجليزية)
- ماريو جينتا على موقع عالم كرة القدم.نت (الإنجليزية)